# Đá trân châu

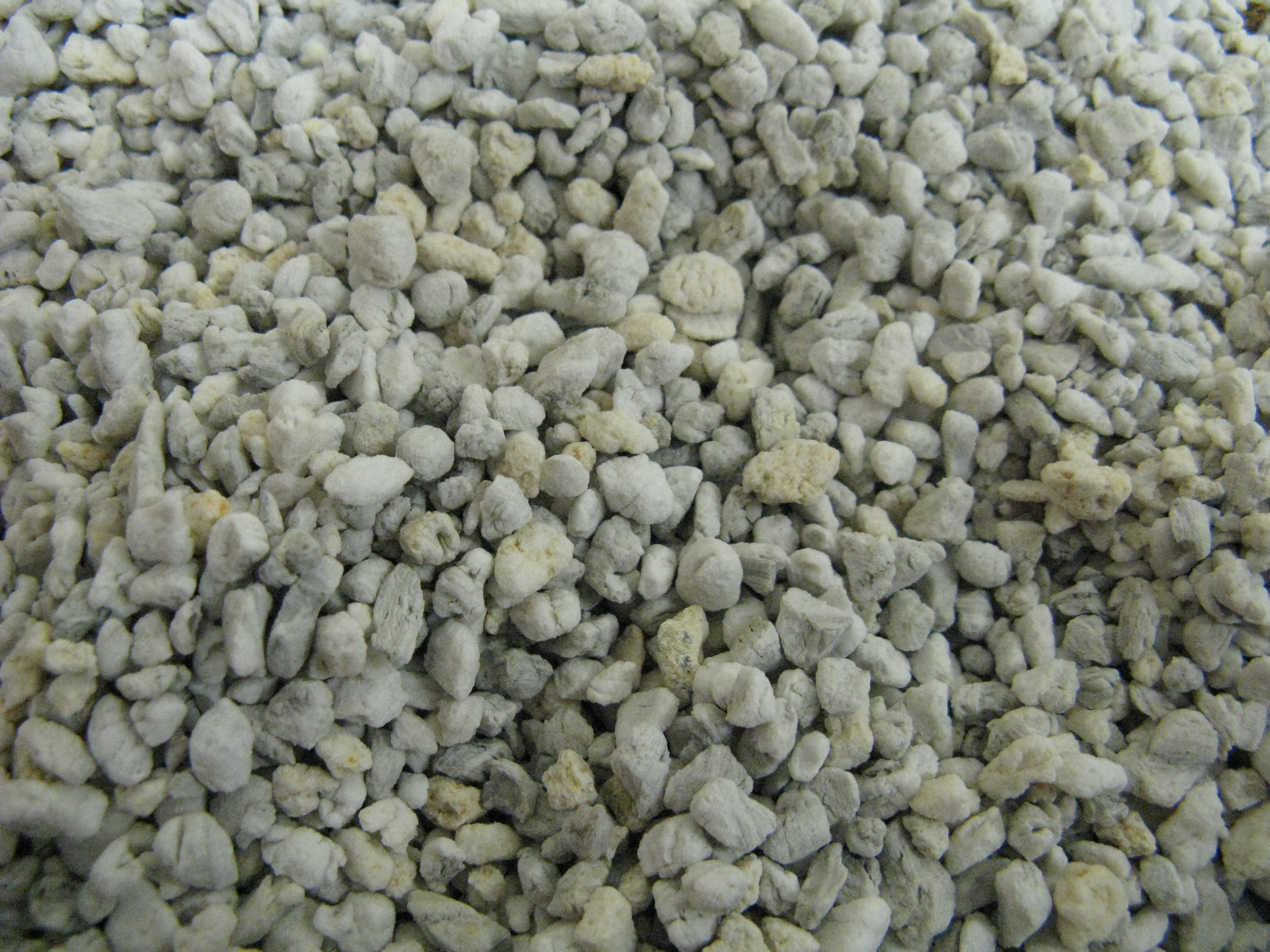
Đá trân châu

Đá trân châu là một loại thủy tinh vô định hình có hàm lượng nước tương đối cao, thường được hình thành bởi quá trình hydrat hóa của đá vỏ chai. Nó xảy ra một cách tự nhiên và có đặc tính giãn nở đáng kể khi được đun nóng đủ. Đây là một loại khoáng sản công nghiệp và là một sản phẩm thương mại hữu ích.

## Tính chất
Đá trân châu trở nên mềm hơn khi nó bị đun nóng đến nhiệt độ 850–900 °C (1,560-1,650 °F). Vật liệu có tính giãn nở này có màu trắng sáng. Đá trân châu không giãn nở dạng thô có mật độ khối lượng khoảng 1100 kg / m3 (1,1 g / cm3), trong khi đá trân châu có đặc tính giãn nở điển hình có mật độ khối lượng khoảng 30–150 kg / m3 (0,03-0,50 g / cm3).

## Sản xuất và ứng dụng

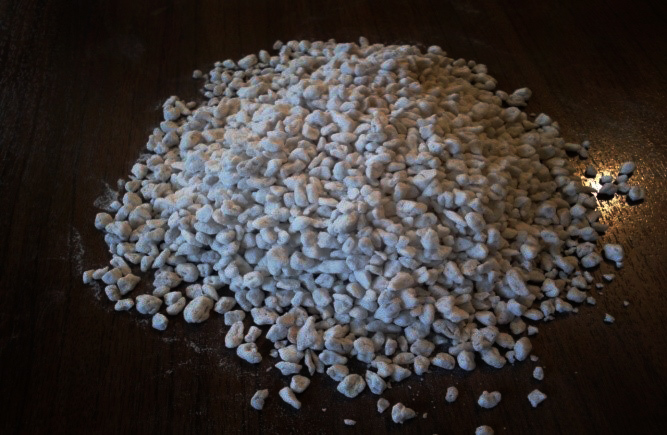
Khai thác đá trân châu

Đá trân châu là một nguồn tài nguyên không có khả năng tái tạo. Trữ lượng đá trân châu trên thế giới được ước tính khoảng 700 triệu tấn. Năm 2011, 1,7 triệu tấn đá trân châu được sản xuất, chủ yếu là ở Hy Lạp (500.000 tấn), Hoa Kỳ (375.000 tấn) và Thổ Nhĩ Kỳ (220.000 tấn). Tính đến năm 2003, Hy Lạp là nước đứng đầu trong sản xuất đá trân châu; tuy nhiên, theo ước tính sản xuất đá trân châu từ báo cáo tóm tắt hàng hóa khoáng sản USGS năm 2013 cho thấy rằng Hoa Kỳ có thể đã vượt qua Hy Lạp về việc sản xuất đá trân châu.
Một lượng nhỏ đá trân châu cũng được sử dụng trong các xưởng đúc, vật liệu cách nhiệt cryo và trong gốm làm phụ gia đất sét. Nó cũng được sử dụng bởi ngành công nghiệp thuốc nổ. Do tính ổn định nhiệt và cơ học, không độc tính và có khả năng chống lại các vi khuẩn tấn công và dung môi hữu cơ, đá trân châu được sử dụng rộng rãi trong các ứng dụng công nghệ sinh học. Đá trân châu đã được tìm thấy như là một sự hỗ trợ tuyệt vời cho các chất xúc tác sinh học như các enzym để xử lý sinh học và các ứng dụng cảm biến.